# قرى شابة

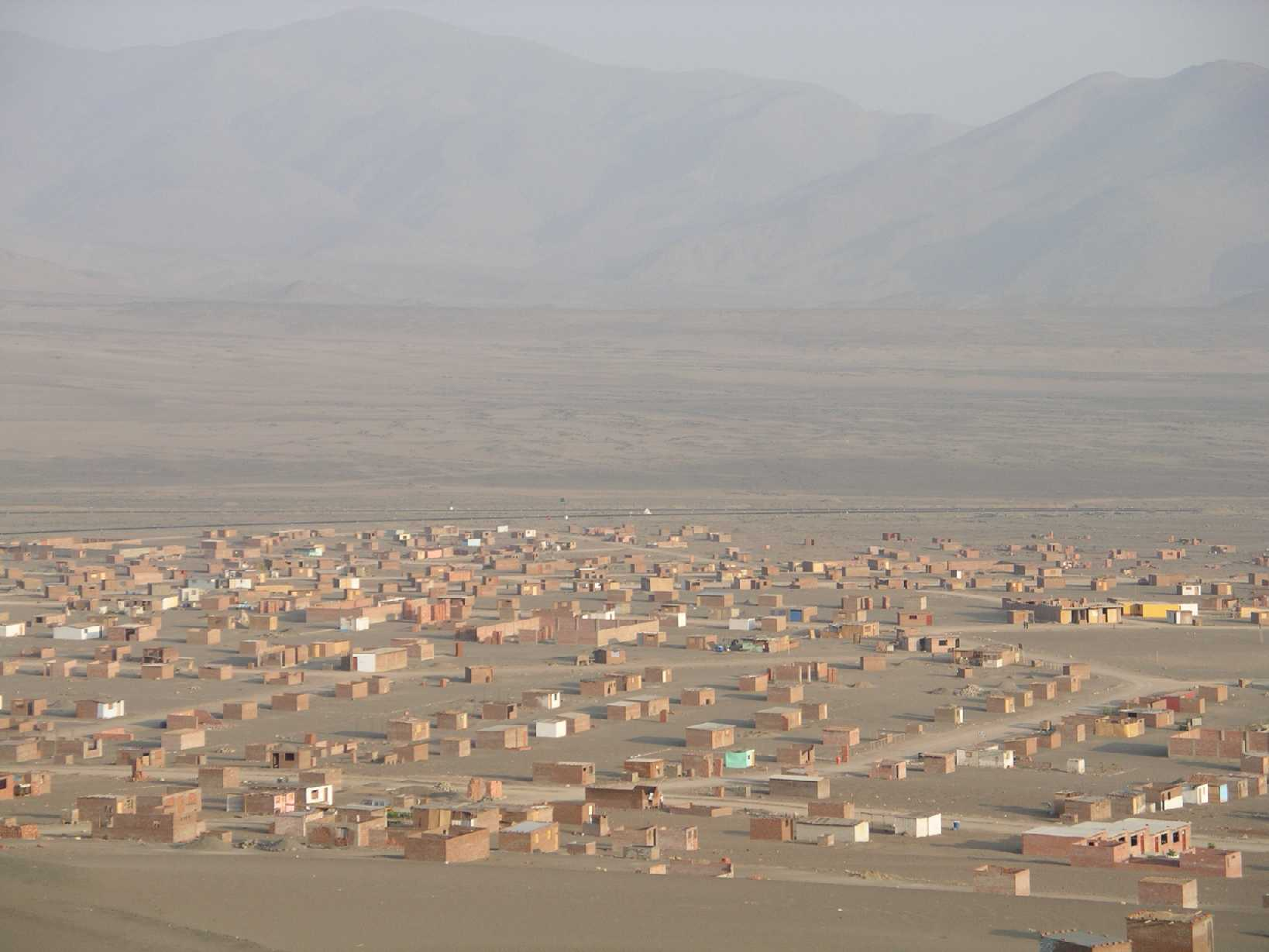
قرية شابة جديدة في الصحراء في الطرف الشمالي من عاصمة بيرو ليما، بالقرب من أنكون.

القرى الشابة (بالإسبانية: Pueblos jóvenes)‏ تلفظ بالإسبانية: ‎/ˈpweβlos ˈxoβenes/‏ هو الاسم الذي يُطلق على مدن الصفيح الشاسعة التي تُحيط بمدينة ليما وغيرها من مدن بيرو. تطورت العديد من هذه القرى إلى أحياء كبيرة في ليما مثل فيلا السلفادور وكوماس.

## معرض صور

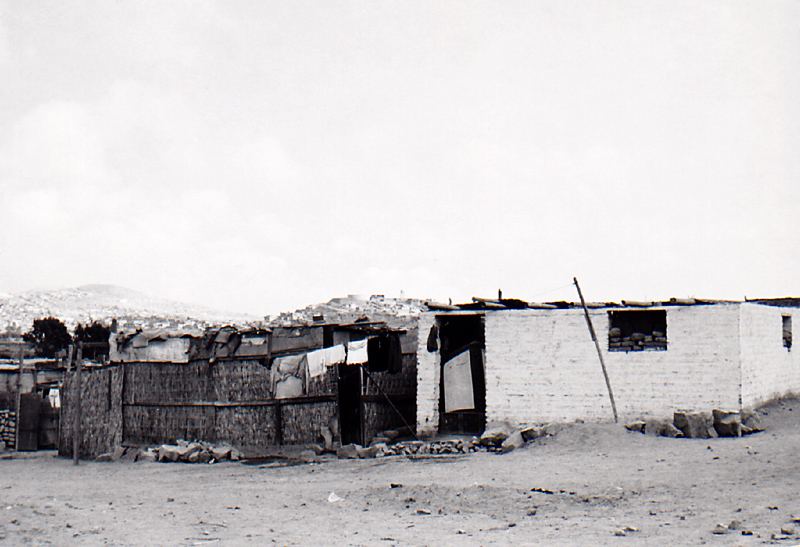
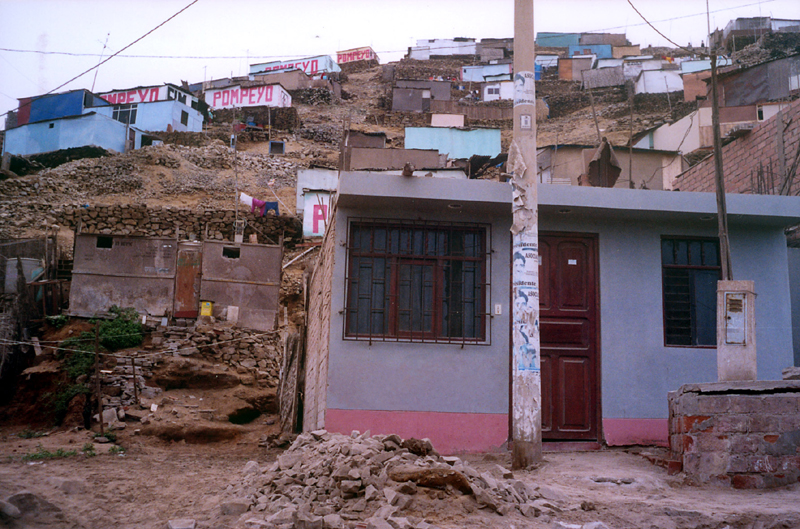
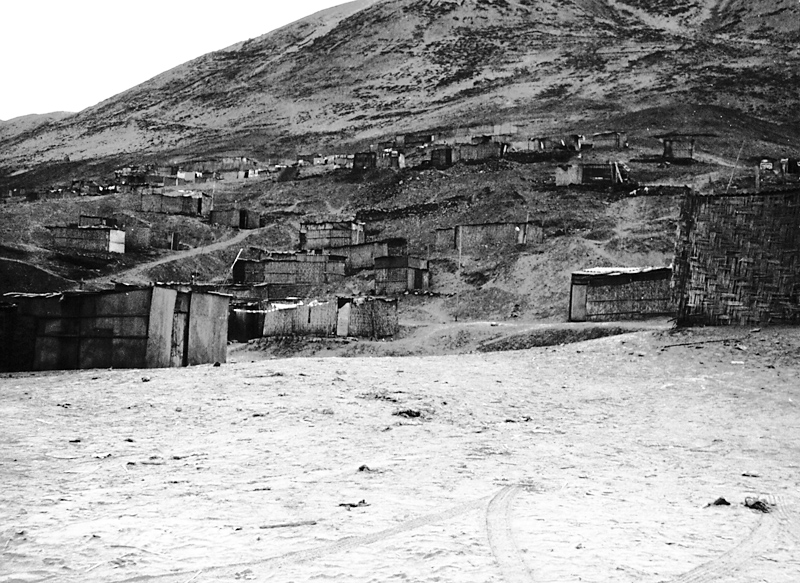
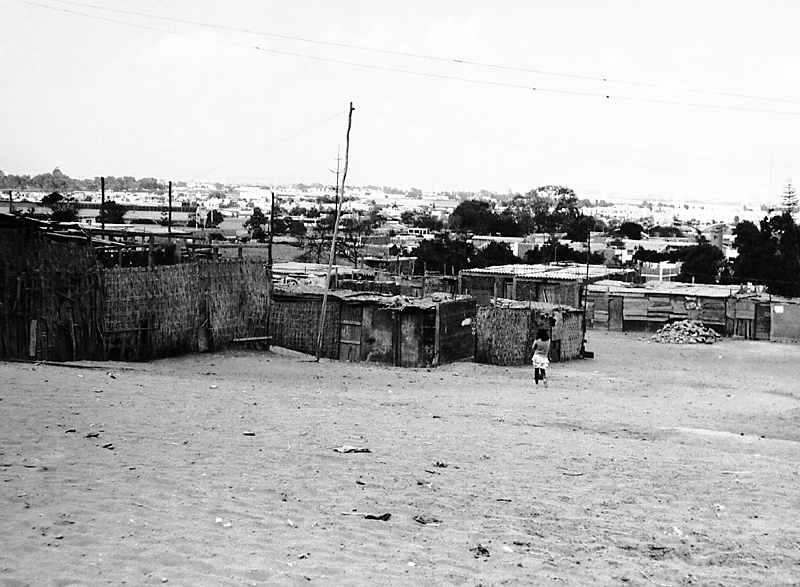
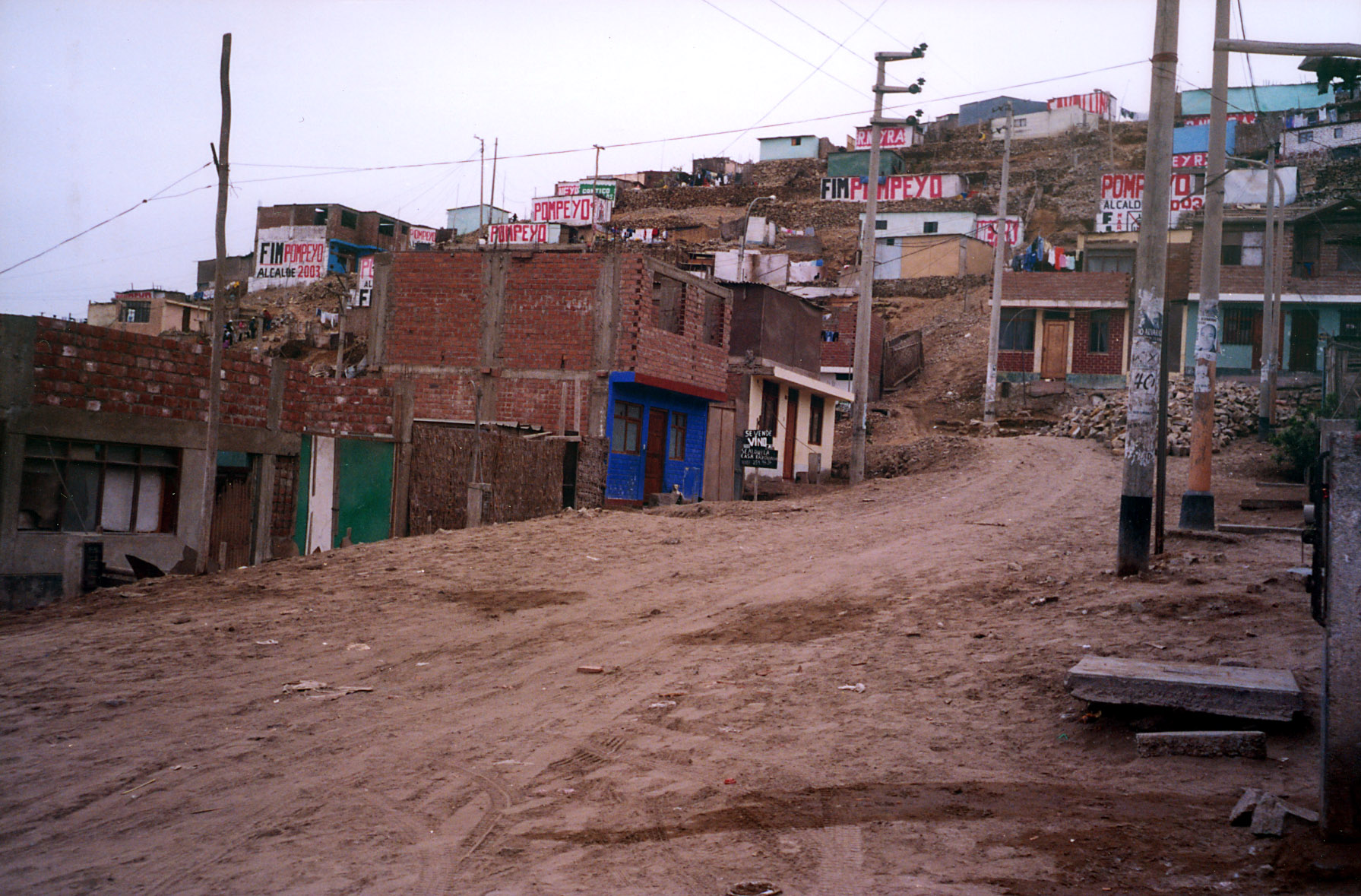
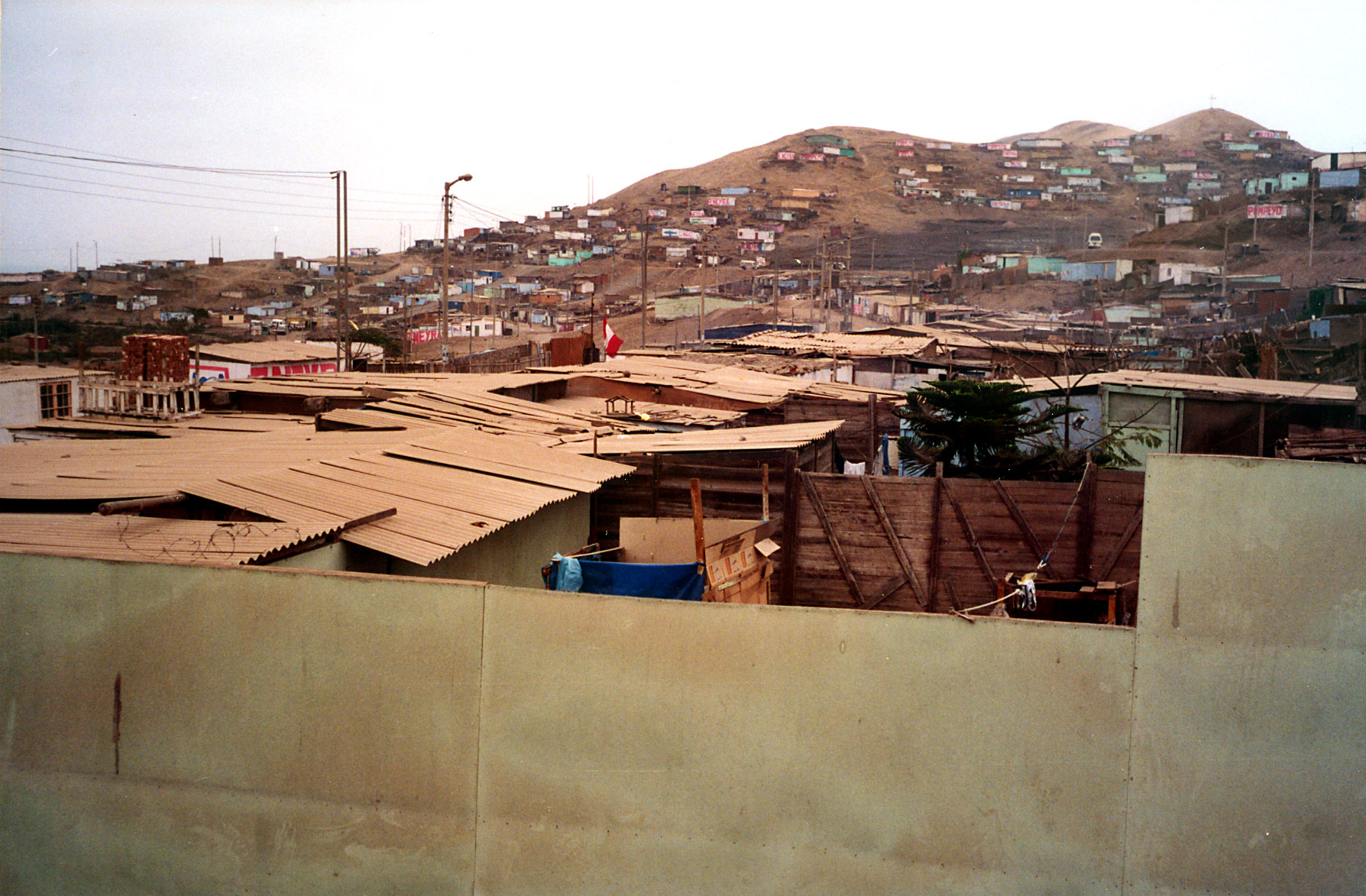